# Žeraviny
Žeraviny (německy Scherawin) jsou obec v okrese Hodonín v Jihomoravském kraji. Leží pět kilometrů jižně od Veselí nad Moravou. Obec leží na úpatí Bílých Karpat. Žije zde 184 obyvatel.

## Název
Od nejstaršího dokladu z 1447 do druhé poloviny 18. století se vesnice jmenovala Žeravinky. To je zdrobnělina od Žeraviny a to zase množné číslo (převod jmen vesnic do množného čísla nebyl neobvyklý) od výchozího Žeravina, jehož základem bylo osobního jméno Žerav (totožné s obecným žerav – "jeřáb"). Význam výchozí podoby místního jména byl "Žeravova ves".

## Historie
První písemná zmínka o obci pochází z roku 1447.

## Obyvatelstvo
| Rok            | 1869 | 1880 | 1890 | 1900 | 1910 | 1921 | 1930 | 1950 | 1961 | 1970 | 1980 | 1991 | 2001 | 2011 | 2021 |
| -------------- | ---- | ---- | ---- | ---- | ---- | ---- | ---- | ---- | ---- | ---- | ---- | ---- | ---- | ---- | ---- |
| Počet obyvatel | 278  | 301  | 282  | 295  | 295  | 282  | 290  | 247  | 270  | 240  | 220  | 173  | 186  | 187  | 176  |
| Počet domů     | 57   | 57   | 64   | 63   | 65   | 67   | 71   | 73   | 65   | 64   | 64   | 73   | 76   | 77   | 76   |

## Obecní symboly
Znak a vlajka byly obci uděleny rozhodnutím předsedy Poslanecké sněmovny Parlamentu České republiky dne 7. října 2003.

## Pamětihodnosti
- Zvonice z roku 1901
- Kaplička Panny Marie Lurdské z 1. poloviny 20. století
- Kaple svaté Alžběty

## Galerie

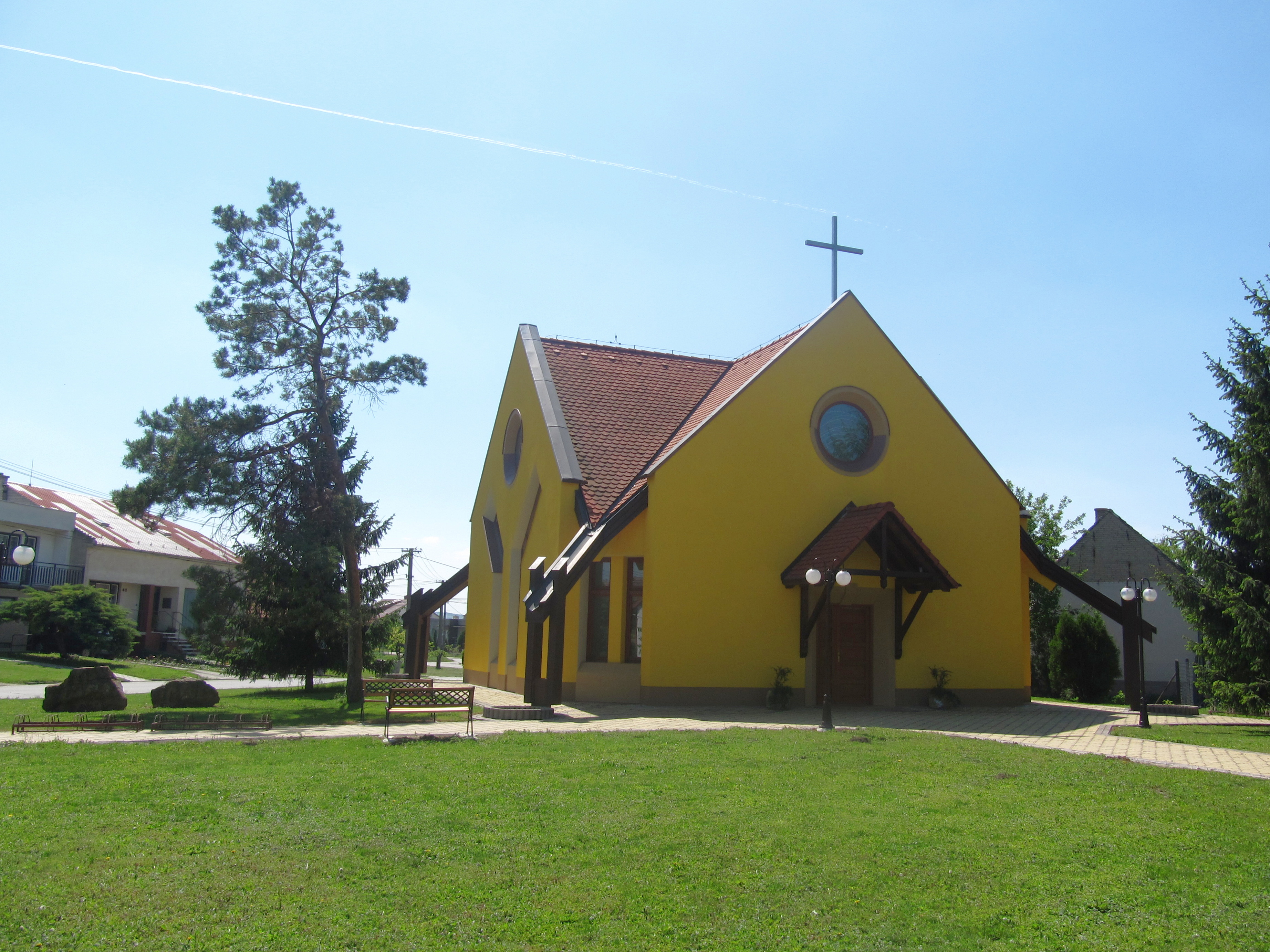
Kaple svaté Alžběty
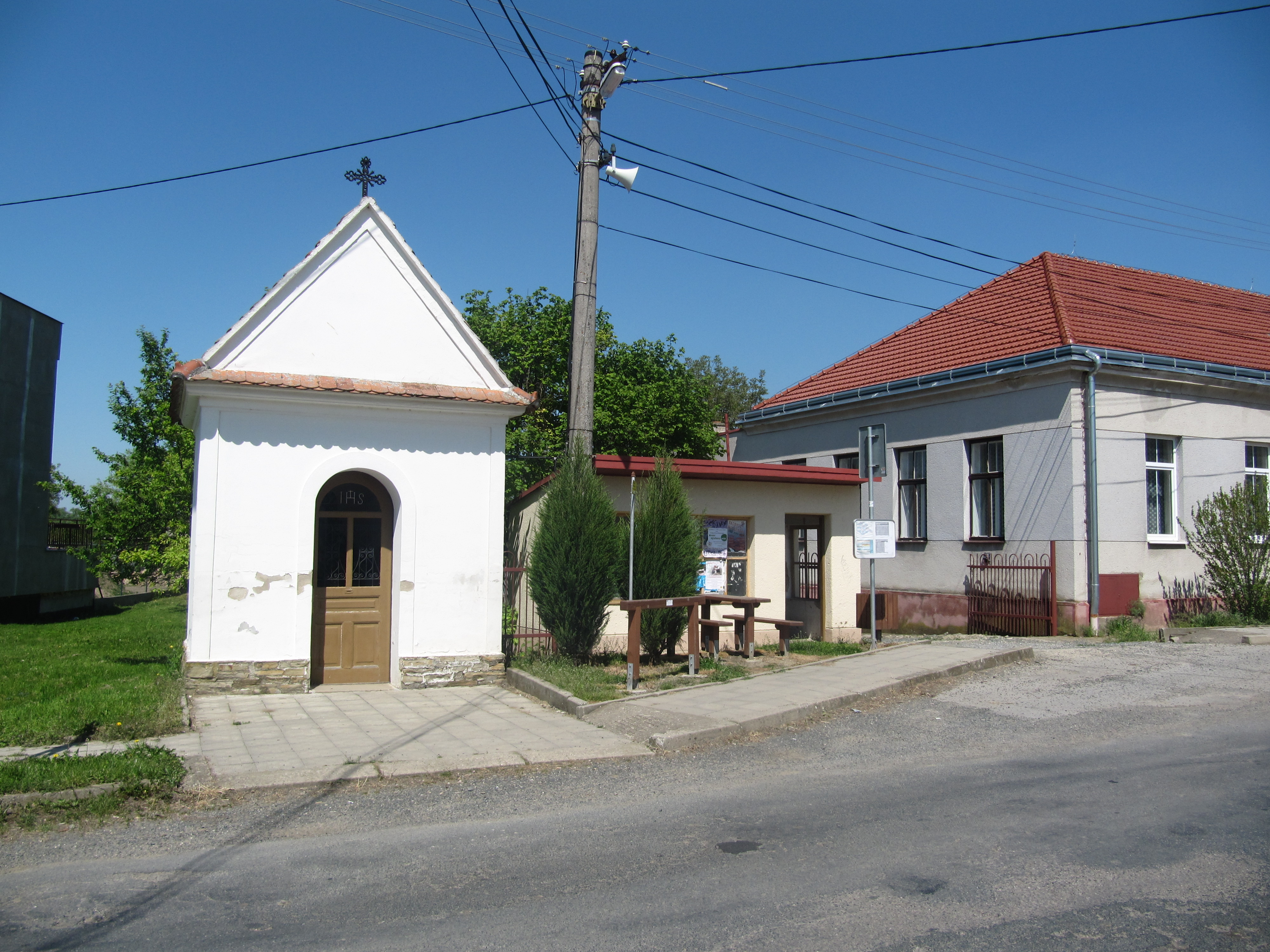
Kaplička Panny Marie Lurdské a autobusová zastávka
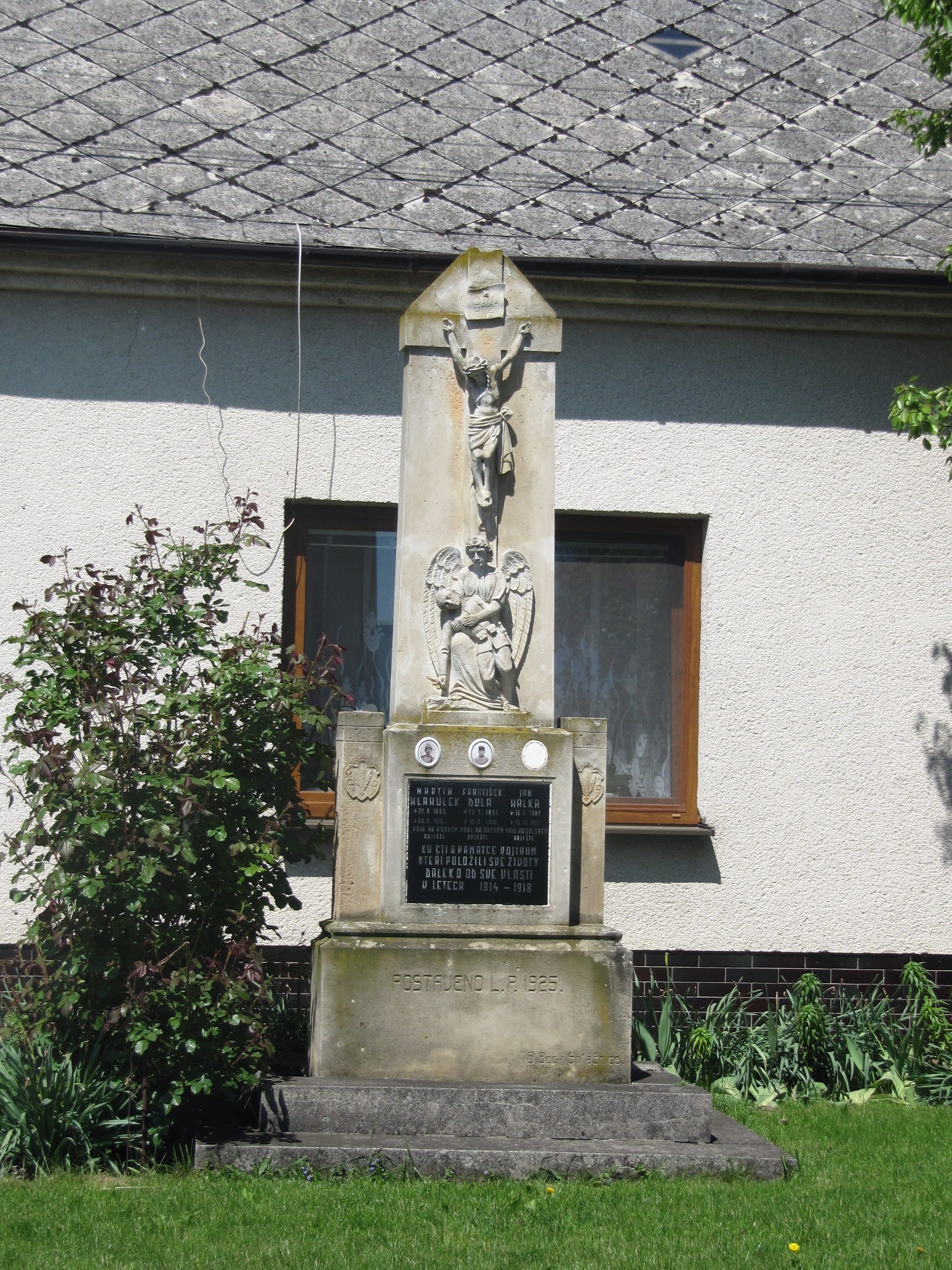
Pomník obětem první světové války